# 首都师范大学附属中学
首都师范大学附属中学（Capital Normal University High School，简称首都师大附中、首师大附中）始建于1914年12月，现位于海淀区北洼路33号，西距京密引水渠畔的慈寿寺永安塔约0.5公里，东邻首都师范大学。首师大附中是受北京市教委和首都师范大学双重领导的市属重点中学，2001年12月，首师大附中通过北京市教委专家组的评估验收，成为首批国家级示范性高中校。首都师范大学附中在2016年中国内地高中美国留学排行榜上位居第二十六。 
首師大附中與中國人民大學附屬中學、清华大学附属中学、北京101中学、北京市十一学校和北京大學附屬中學合稱「海淀六小強」。

## 学校历史

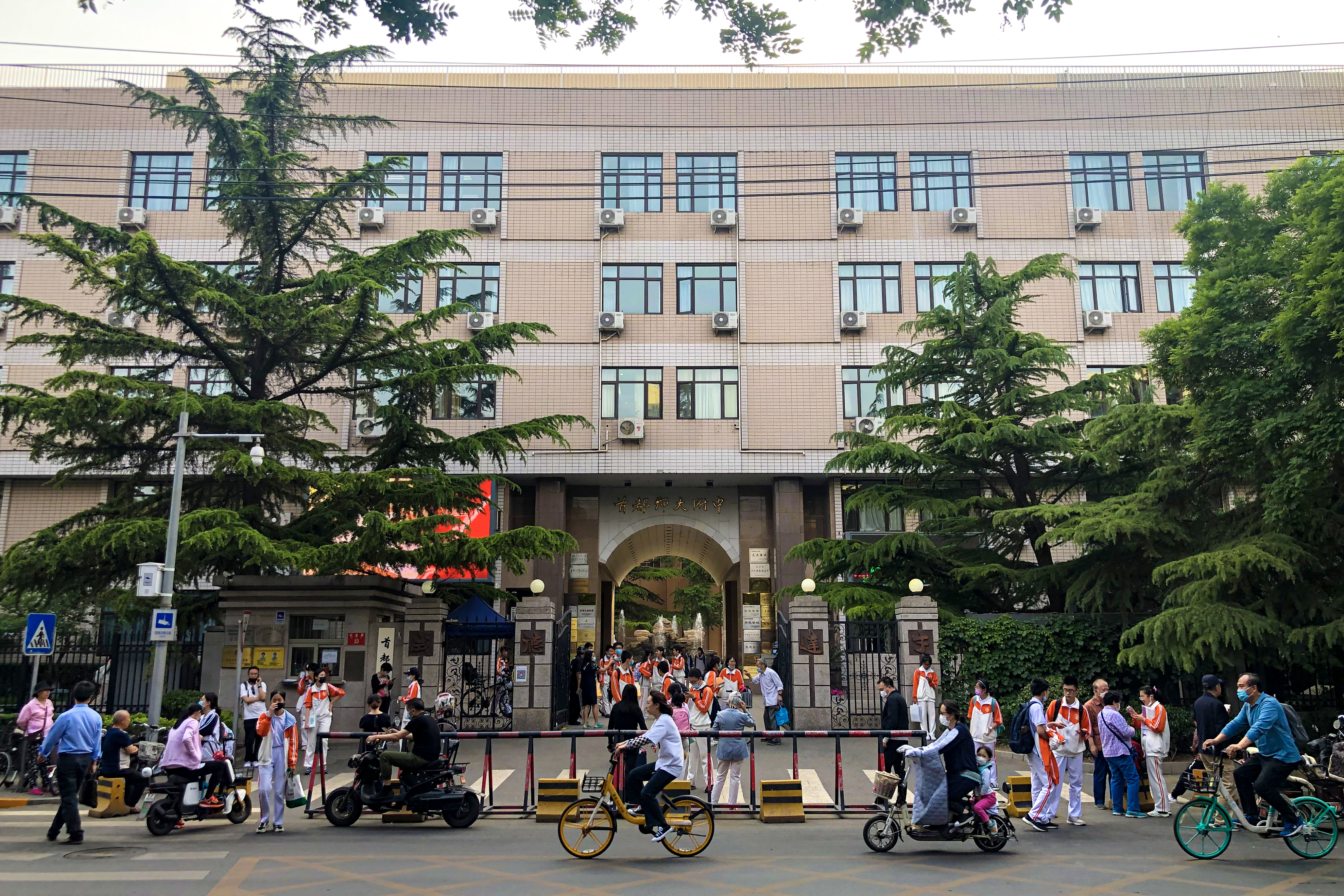
外立面改造前的校本部（2021年摄）

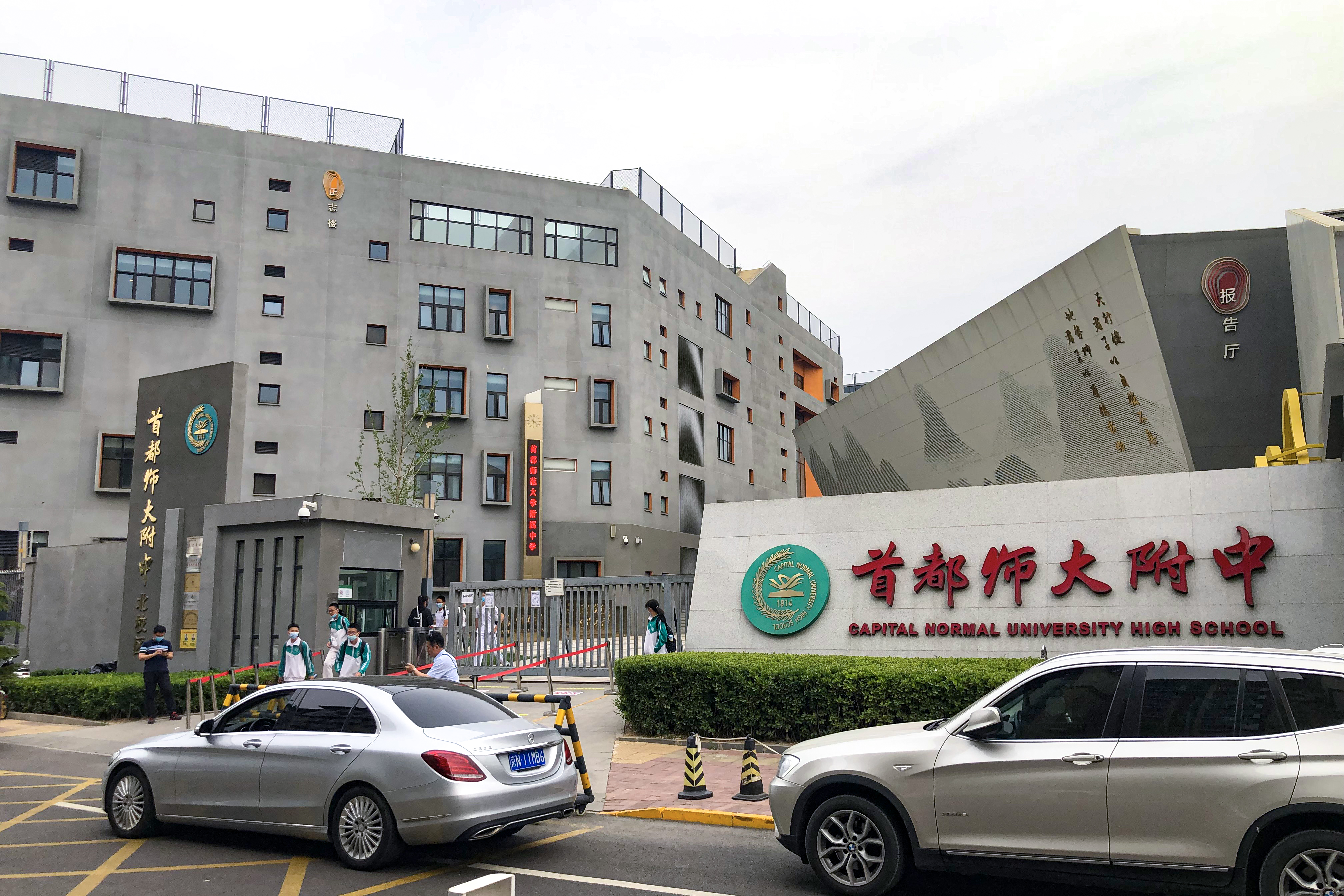
位于马连洼街道的首师大附中北校区

- 1914年12月 北洋政府陆军次部长、西北筹边使兼西北边防军总司令徐树铮与粤东学堂总理梁士诒订立合同租赁校舍创办正志中学，校址位于宣武门外菜市口（粤东学堂所在地）。
- 1920年2月 在阜成门外新校舍[6]落成，迁入。
- 1920年8月 改名为私立成达中学，意在培养“成德达才”的社会中坚。北洋政府教育总长傅增湘、交通总长叶恭绰、财政总长吴鼎昌以及周作人、朱光潜、焦菊隐、齐思和等，都曾经担任学校的董事长或校长。
- 1923年 改用新学制，校名一度改为私立成达高级初级中学。
- 1938年 阜外校舍被日本人强行租用，学校迁至中南海怀仁堂东四所。
- 1949年6月 奉令迁移，中南海校址为政府收作他用。
- 1949年7月 学校迁至阜成门内王府仓[7]。
- 1952年 由人民政府接管改为公立，与上义中学合并，改称北京市立第三十八中学。
- 1954年 迁入西郊八里庄北洼路（即今日的校舍），更名为北京市第四十二中学（1964年四十二中这一番号在西城重新启用，2005年被并入紧邻的铁二中）。
- 1958年 北京市政府决定学校归属北京师范学院，定名为北京师范学院附属中学。
- 1992年 北京师范学院更名为首都师范大学，改为现名。
- 2012年9月 首都师大附中大兴南校区启用[8]。
- 2013年9月 首都师大附中大兴北校区启用[9]。
- 2017年9月 首师大附中通州校区开始在运河中学初中部借址办学[10]。
- 2018年9月 位于西北旺的首师大附中北校区投入使用[11]。
- 2023年5月13日，校本部南侧的百花文化产业园用地被并入首都师大附中，成为总校南园[12]。同月29日，位于朝阳区东风地区的华中师范大学第一附属中学朝阳学校更名为首都师范大学附属中学朝阳学校[13]。

## 历任校长[14]
| 姓名   | 任职时间              | 学历                       |
| ------ | --------------------- | -------------------------- |
| 徐树铮 | 1914年－1920年9月     | 日本士官学校毕业           |
| 傅丘棻 | 1920年9月-1922年      | 优级师范毕业               |
| 张庆琦 | 1922年－1928年7月     |                            |
| 张心沛 | 1928年7月－1928年11月 |                            |
| 刘栋业 | 1928年11月－1930年3月 | 比国国立黎业斯大学理科毕业 |
| 范庆涵 | 1930年3月－1931年6月  | 日本东京高等工业学校毕业   |
| 黎世蘅 | 1931年8月－1939年     |                            |
| 王同烜 | 1939年－1945年        | 两江优级师范毕业           |
| 戎书城 | 1945年－1949年        | 日本帝国大学毕业           |
| 姚丽卿 | 1949年－1951年12月    | 国立北平师范大学           |
| 吴纯性 | 1952年－1955年        |                            |
| 艾友兰 | 1956年－1984年        | 大学                       |
| 杜森   | 1984年－1991年        | 高中                       |
| 霍恩儒 | 1991年－1998年        | 大学                       |
| 石彦伦 | 1998年－2010年        | 本科                       |
| 沈杰   | 2010年－              | 硕士                       |

## 关联学校
首都师大附中教育集团2008年成立，旗下学校已遍及门头沟、海淀、大兴、昌平、通州、房山、朝阳7区。

### 首都师大附中第一分校

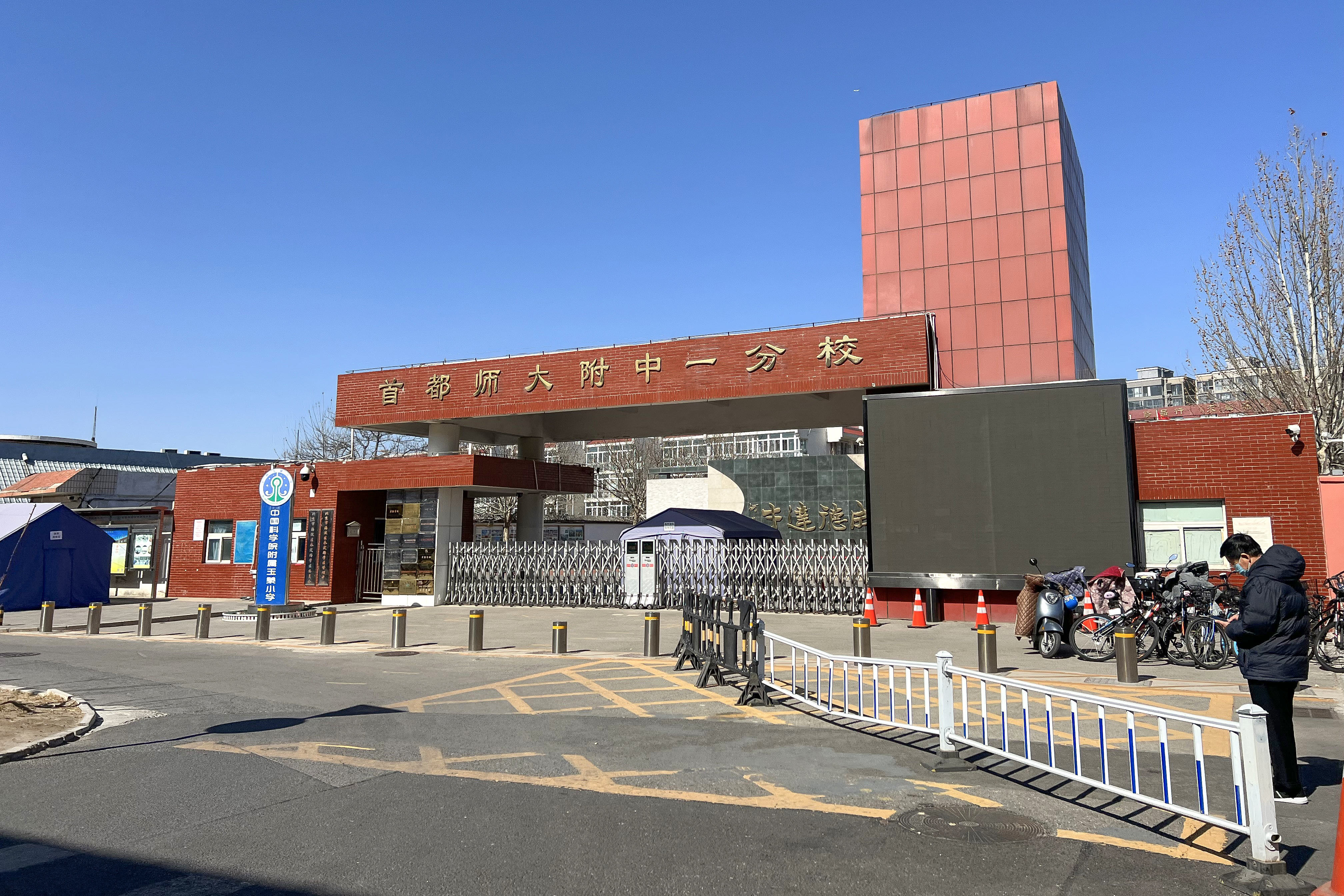
首都师大附中一分校

首都师范大学附属中学第一分校前身为育强中学，2010年由首都师大附中承办后更名为“首都师范大学附属中学(西校区)”，性质仍为公办学校，是首都师大附中在海淀区承办的第一所分校，2012年2月改称首都师大附中一分校。

### 首都师大二附中
首都师范大学第二附属中学前身为1964年成立的北京市花园村中学，2004年更名为首都师范大学第二附属中学，2014年由首师大附中承办，现有花园村（增光路）和曙光（彰化路）两个校区。

### 大兴南校区
首都师范大学附属中学大兴南校区成立于2012年9月，由大兴区教委直属。

### 大兴北校区
首都师大附中大兴北校区成立于2013年9月。

### 昌平学校
首都师大附中昌平学校2014年9月在昌平区北七家镇成立。

### 永定分校

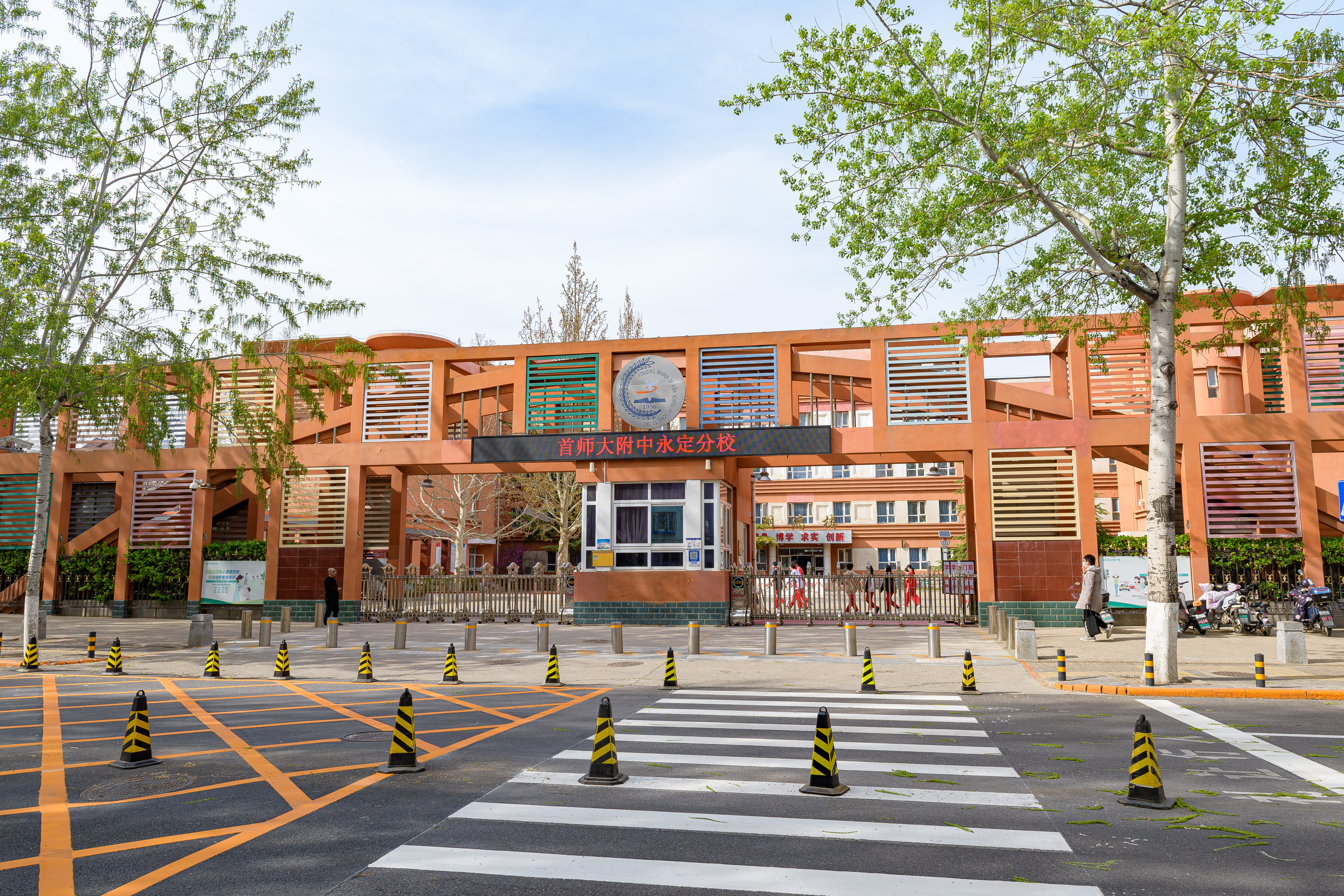
永定分校

首师大附中永定分校位于门头沟区永定地区，前身为始建于1956年的石门营中学，1994年9月迁至现址并更名为永定中学，2007年9月与首都师范大学附属中学合作办学。

### 通州校区
首都师范大学附属中学通州校区2015年招收首届学生，2017年至2021年曾在北京市通州区运河中学借址办学。

### 首都师大附中实验学校

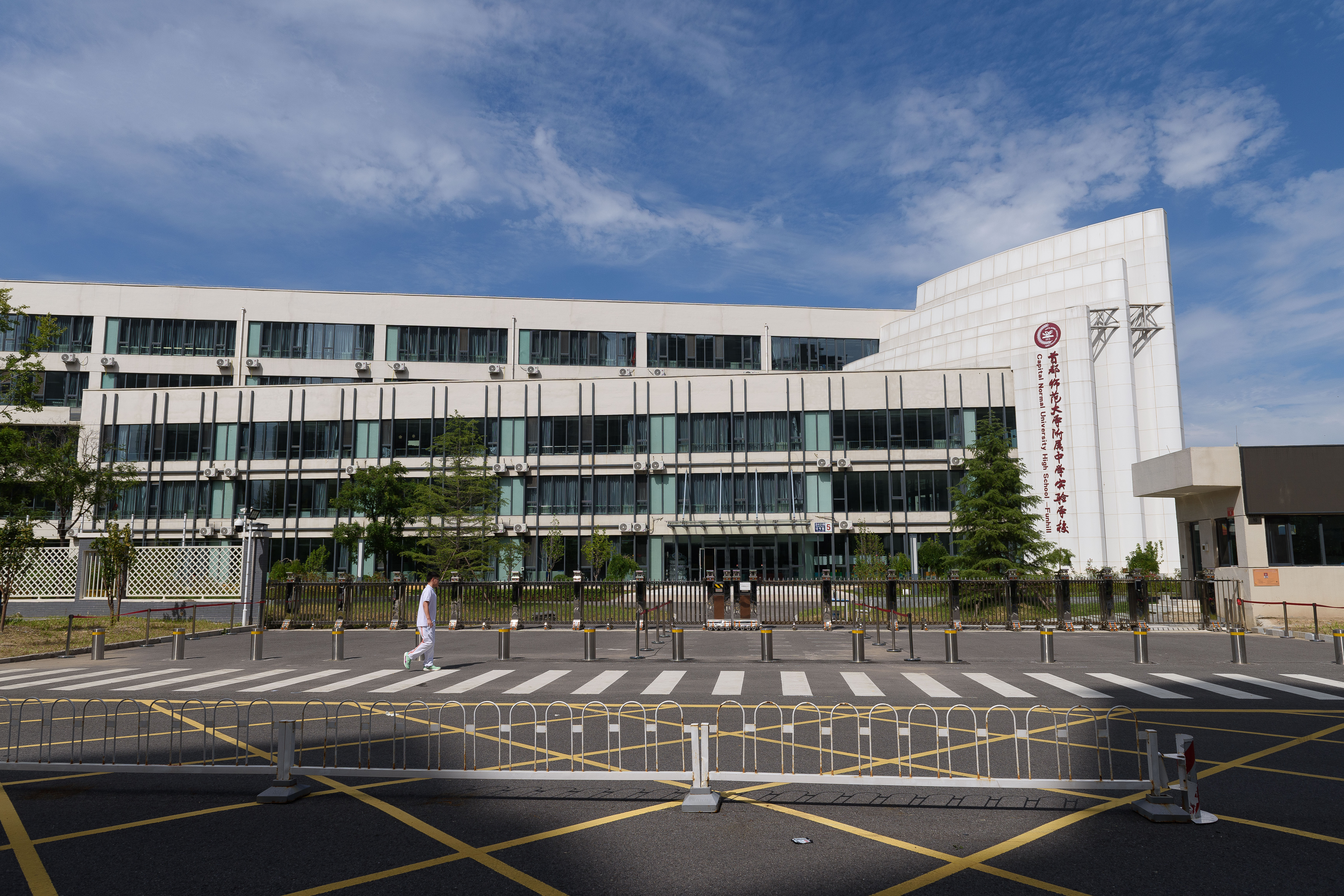
首都师范大学附属中学实验学校，其英文校名的后缀为房山区政府2009年为打造房山中央休闲购物区而设计的品牌标识“FUNHILL”

首都师范大学附属中学实验学校位于房山区长阳镇，2018年建成一期校园并招收首批新生，2022年开设高中部。

### 朝阳学校

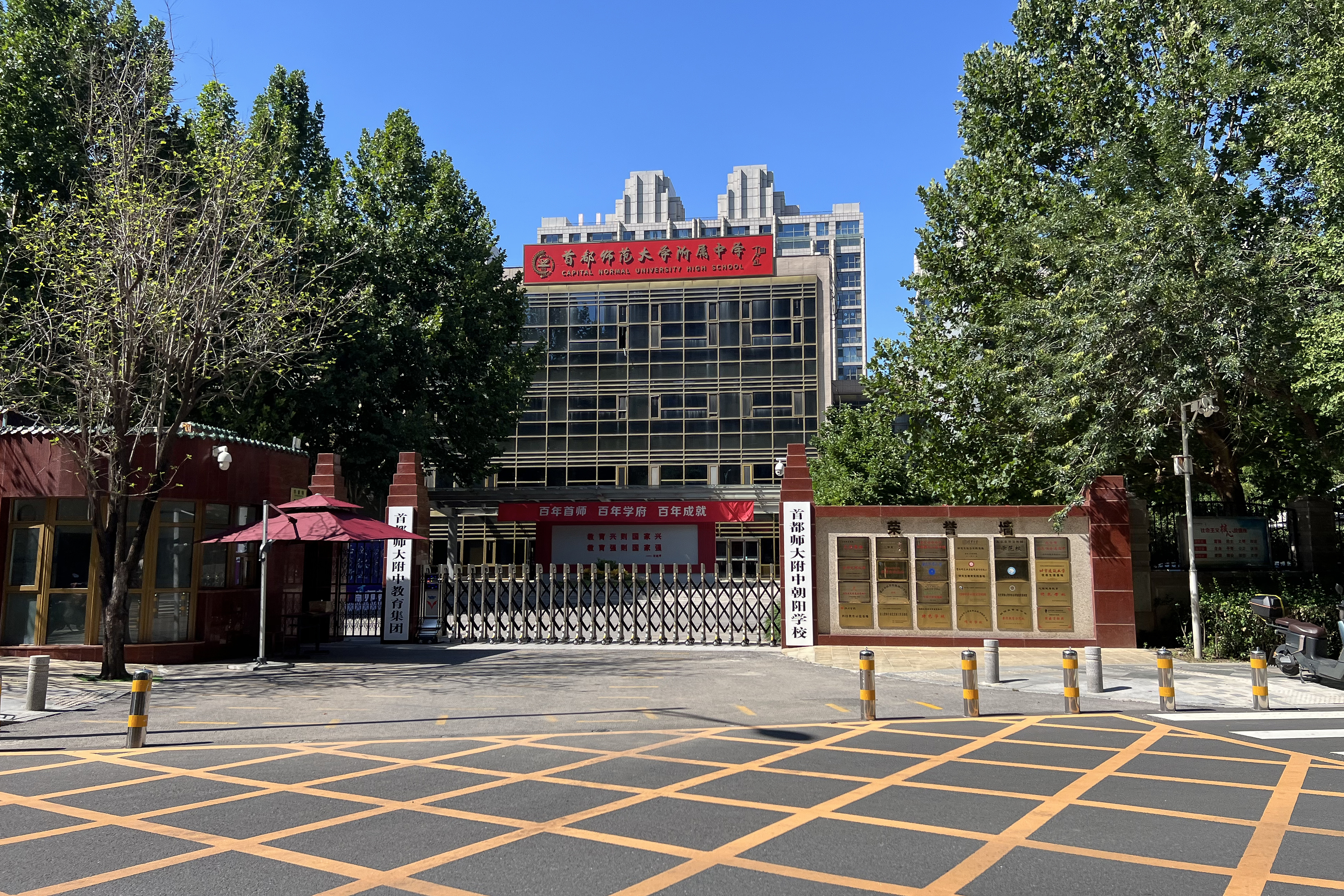
首都师范大学附属中学朝阳学校

首都师范大学附属中学朝阳学校位于朝阳区东风地区，前身为华中师范大学第一附属中学朝阳学校，2023年5月6日改由首都师大附中承办，2023年5月29日改为现名。

### 科学城学校
首都师范大学附属中学科学城学校位于海淀区西北旺镇永丰路与六里屯南路交叉口，2024年招收首批新生，为九年一贯制学校。

## 友好学校

### 中国
- 香港圣士提反女子中学 (St. Stephen's Girls' College of HongKong)
- 澳門濠江中学 (HouKong Middle school of Macao)

### 亚洲
- 泰國松坦普皮塔亚学校 (Sunthonphu Pittya Secondary high school, Thailand)
- 新加坡先驱初级学院 (Pioneer Junior College of Singapore)
- 新加坡裕廊中学
- 日本长崎县佐世保南高校（日语：長崎県立佐世保南高等学校）
- 日本东京涩谷慕张高等学校

### 欧洲
- 德国柏林门采尔高级文理中学 (Besuch der Schulergruppe der Oberschule der Padagogischen Universitat)
- 法國里昂市夏尔顿学府 (LesCHARTREUX of France)
- 英国WALKER技术学院 (WALKER Technology College of Britain ,Newcastle)
- 英国曼彻斯特斯特福特中学 (Stretford High School)
- 英国诺丁汉市南沃尔德兹中学（英语：South Wolds Community School） (South Wolds School)

### 美洲
- 美国纽约市德怀特中学(Dwight School)
- 美国明尼苏达州威斯汤加中学
- 美国费城市捷门堂中学 (Germantown Academy)

## 知名校友
- 富妍，“牛奶咖啡”乐队主唱
- 袁腾飞，曾任该校历史课教师